# Cynthia Senek
Cynthia Aparecida Senek Finkensieper (Curitiba, 27 de novembro de 1991), é uma atriz brasileira. Iniciou sua carreira como atriz aos 11 anos de idade e há mais de 21 anos sintoniza identidades e personagens no teatro, cinema TV e streaming. Seus trabalhos notórios incluem Malhação 2015 e 2016, A Dona do Pedaço, 3% e Tá Tudo Certo.

## Biografia
Fez sua estreia na televisão ainda criança, fazendo uma participação na novela O Sonho de Luíza exibida na RedeTV! em 2002. Em 2015 participou das cenas de flashblack da novela das seis Sete Vidas como Luiza. Em 2015 integrou no elenco da vigésima terceira temporada de Malhação como Krica, no qual permaneceu até a vigésima quarta, em 2016. Entre 2018 e 2020, integrou o elenco das segunda, terceira e quarta temporadas da série 3% interpretando a personagem Glória. Em 2019 participou da novela das nove A Dona do Pedaço como a empregada Edilene. Em 2022 a atriz fez parte do elenco da série Temporada de Verão da Netflix, posteriormente, no mesmo ano, interpretando a grande vilã de Tá Tudo Certo, minissérie original da Disney+ e, mais recentemente, interpretou Kelly na série Vicky e a Musa, original do Globoplay.

## Filmografia

### Televisão
| Ano      | Título                         | Papel                          | Emissora     | Notas                               |
| -------- | ------------------------------ | ------------------------------ | ------------ | ----------------------------------- |
| 2002     | O Sonho de Luiza               | Karen Ambrósio                 | RedeTV!      |                                     |
| 2013     | Amor à Vida                    | Fã de Carlito                  | TV Globo     | Episódio: "20 de dezembro"          |
| 2015     | Anos Radicais                  | Fernanda Mieses                | Ces Gran Rio |                                     |
| 2015     | Sete Vidas                     | Luzia Torquato (jovem)         | TV Globo     | Episódios: "18 de março–3 de julho" |
| 2015 –16 | Malhação: Seu Lugar no Mundo   | Maria Cristina Manosso (Krica) | TV Globo     |                                     |
| 2016 –17 | Malhação: Pro Dia Nascer Feliz | Maria Cristina Manosso (Krica) | TV Globo     |                                     |
| 2018 –20 | 3%                             | Glória Ribeiro Cinelli         | Netflix      |                                     |
| 2019     | A Dona do Pedaço               | Edilene DaCosta                | TV Globo     | Episódios: "2–18 de junho"          |
| 2022     | Temporada de Verão             | Marília Dias                   | Netflix      |                                     |
| 2023     | Tá Tudo Certo                  | Cíntia Weber                   | Disney+      |                                     |
| 2023     | Vicky e a Musa                 | Kelly                          | Globoplay    |                                     |

### Cinema
| Ano  | Título                    | Papel          | Notas          |
| ---- | ------------------------- | -------------- | -------------- |
| 2009 | Enquanto Estamos Dormindo | Valéria        | Média-metragem |
| 2011 | SBX                       | Cynthia        | Curta-metragem |
| 2021 | Deserto Particular        | Débora Moreira | Loga-metragem  |